# Wilhelm Raabe
Pour les articles homonymes, voir Raabe.
Wilhelm Raabe, né le 8 septembre 1831 à Eschershausen (duché de Brunswick) et mort le 15 novembre 1910 à Brunswick (duché de Brunswick), est un écrivain allemand.

## Biographie
Wilhelm Raabe est le fils du fonctionnaire de justice Gustav Karl Maximilian Raabe (1800-1845) et de Johanne Auguste Frederike Jeep (1807-1874). Il nait dans la petite ville de Eschershausen, dans le Weserbergland (Basse-Saxe) et passe son enfance à Holzminden et à Stadtoldendorf. À la mort de son père, sa famille s'installe à Wolfenbüttel.
Après avoir quitté prématurément l'école et abandonné en 1853 les études de libraire qu'il avait commencées à Magdeburg, Wilhelm Raabe tente en vain de passer son baccalauréat à Wolfenbüttel. Son statut de fils de notable l'autorise cependant à suivre des cours de philologie à l'université Frédéric-Guillaume de Berlin (actuellement université Humboldt). Il écrit et publie à cette époque, sous le pseudonyme de Jacob Corvinus, son premier roman La Chronique de la Rue des moineaux (Die Chronik der Sperlingsgasse). « Corvinus » est un jeu de mots sur la traduction latine de son nom, « Rabe » signifiant « corbeau » en allemand. Selon l'avis général, et de son propre aveu, ce roman reste son plus grand succès littéraire et son plus gros succès financier.
Le 24 juillet 1862, il épouse Berta Emilie Wilhelmine Leiste (petite-fille du pédagogue, mathématicien et géographe Christian Leiste). Le couple donne naissance à quatre filles : Margarethe (née en 1863), Elisabeth (née en 1868), Klara (née en 1872) et Gertrud (née en 1876).
En une cinquantaine d'années, Wilhelm Raabe a publié 68 romans, récits et nouvelles, ainsi qu'un petit nombre de poèmes. Cette intense productivité est due en grande partie au fait qu'il vivait uniquement de sa plume. Son œuvre couvre un large spectre, allant du grand roman réaliste au nouvelles finement ciselées, en passant par une simple littérature de divertissement. Même si aucun de ses livres n'a atteint la popularité de son premier roman, il s'était constitué un public nombreux et fidèle.
Il est ainsi également l'auteur de Die Leute aus dem Walde (Les Gens de la forêt, 1863), Der Hungerpastor (Le Pasteur famélique, 1864), Abu Telfan (1867), Deutscher Mondschein (Clair de lune allemand, 1873) et Stopfkuchen (Gros Gourmand, 1891). Son style combine un réalisme pessimiste avec un humour à la Dickens. Il fut également peintre.
Le 15 décembre 1870, grâce au soutien de l'historien et archiviste Ludwig Hänselmann, Wilhelm Raabe devient membre de la fameuse stammtisch "Die ehrlichen Kleiderseller zu Braunschweig" (les "Honnêtes Tailleurs de Braunschweig") . En 1883, il devient membre d'une autre stammtisch, appelée "Feuchter Pinsel" (la "Brosse humide"), réunissant divers artistes et amateurs d'art de la ville.

## Œuvres
- Die Chronik der Sperlingsgasse, 1856
- Ein Frühling, Der Weg zum Lachen, 1857
- Die alte Universität, Der Student von Wittenberg, Weihnachtsgeister, Lorenz Scheibenhart, Einer aus der Menge, 1858
- Die Kinder von Finkenrode, Der Junker von Denow, Wer kann es wenden?, 1859
- Aus dem Lebensbuch des Schulmeisterleins Michel Haas, Ein Geheimnis, 1860
- Auf dunkelm Grunde, Die schwarze Galeere, Der heilige Born, Nach dem großen Kriege, 1861
- Unseres Herrgotts Kanzlei, Das letzte Recht, 1862
- Eine Grabrede aus dem Jahre 1609, Die Leute aus dem Walde, Holunderblüte, Die Hämelschen Kinder, 1863
- Der Hungerpastor, Keltische Knochen, 1864
- Else von der Tanne, Drei Federn, 1865
- Die Gänse von Bützow, Sankt Thomas, Gedelöcke, 1866
- Abu Telfan; oder Heimkehr aus dem Mondgebirge, 1867
- Theklas Erbschaft, 1868
- Im Siegeskranze, 1869
- Der Schüdderump, Der Marsch nach Hause, Des Reiches Krone, 1870
- Der Dräumling, 1872
- Deutscher Mondschein, Christoph Pechlin, 1873
- Meister Autor oder Die Geschichten vom versunkenen Garten, Höxter und Corvey, 1874
- Frau Salome, Vom alten Proteus, Eulenpfingsten, 1875
- Die Innerste, Der gute Tag, Horacker, 1876
- Auf dem Altenteil, 1878
- Alte Nester, Wunnigel, 1879
- Deutscher Adel, 1880
- Das Horn von Wanza, 1881
- Fabian und Sebastian, 1882
- Prinzessin Fisch, 1883
- Villa Schönow, Pfisters Mühle, Zum wilden Mann, Ein Besuch, 1884
- Unruhige Gäste, 1885
- Im alten Eisen, 1887
- Das Odfeld, 1888
- Der Lar, 1889
- Stopfkuchen, 1891
- Gutmanns Reisen, 1892
- Kloster Lugau, 1894
- Die Akten des Vogelsangs, 1896
- Hastenbeck, 1899
- Altershausen (Fragment), 1902 (publication 1911)

## Traductions françaises
- La Chronique de la rue aux Moineaux, trad. Pierre Foucher, préface Jacques Le Rider, 88210 Belval, Circé, 2023.
- Les Archives du Chant des oiseaux, trad. Laurent Cassagnau, préface Jacques Le Rider, 88210 Belval, Circé, 2024.